# 沙德拉克
沙德拉克（法語：Chadrac，法語發音：[ʃadʁak]）是法国上卢瓦尔省的一个市镇，位于该省中部偏南，省会勒皮东北，属于勒皮区。

## 地理
沙德拉克（45°3'49"N, 3°54'21"E）面积2.48 平方千米，位于法国奥弗涅-罗讷-阿尔卑斯大区上盧瓦爾省，该省份为法国中南部省份，北起多姆山省和卢瓦尔省，西接康塔爾省，南至洛泽尔省，东临阿尔代什省。
与沙德拉克接壤的市镇（或旧市镇、城区）包括：艾吉耶、布里沃-沙朗萨克、勒蒙泰伊、波利尼亚克、勒皮。

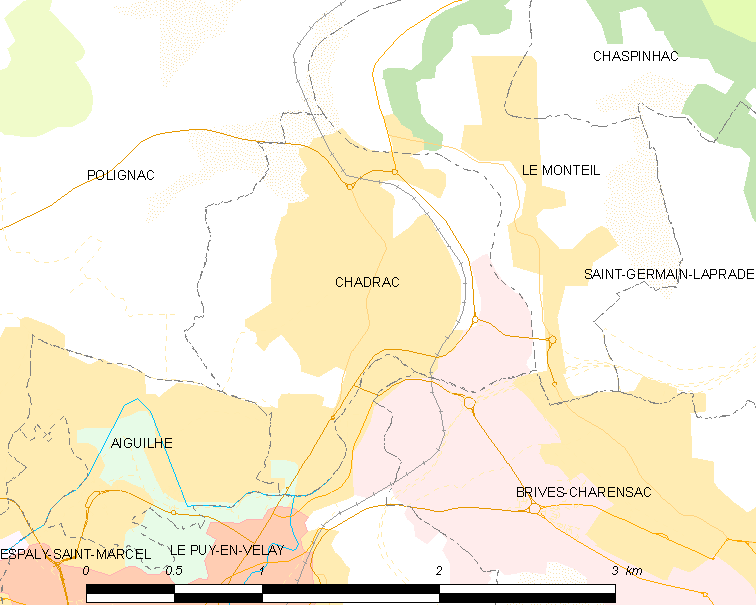
沙德拉克的OSM定位图

沙德拉克的时区为UTC+01:00、UTC+02:00（夏令时）。

## 行政
沙德拉克的邮政编码为43770，INSEE市镇编码为43046。

## 政治
沙德拉克所属的省级选区为勒皮第二县。

## 人口

1962-2008年间沙德拉克人口变化图示

沙德拉克于2022年1月1日时的人口数量为2502人。